# Апанаевское подворье
«Апанаевское подворье» («Московские номера», официально: Дом, в котором жил с 1917 по 1918 г. известный татарский революционер Мулланур Вахитов) (тат. Апанаев утары) — историческое здание гостиницы в Казани, в Старо-Татарской слободе, на Московской улице, дом 60. Построено в начале XX века. Объект культурного наследия регионального значения.

## История
Здание построено в период 1900—1904 годов, вероятно, по заказу купца Мухамет-Юсупа Мухамметовича Апанаева. Возможно, в основе здания лежат более старые двухэтажные дома, надстроенные третьим этажом и объединённые при строительстве гостиницы. Впоследствии гостиницей владел его сын, Габдулла Юсупович. В начале 1908 года в гостинице проживал поэт Габдулла Тукай. В 1911—1912 годах, до своей смерти, в гостинице проживал революционер Хусаин Ямашев. С марта 1917 по январь 1918 года в одном из номеров третьего этажа жил революционер Мулланур Вахитов, произносивший с балкона гостиницы первомайскую речь в 1917 году. В честь Вахитова на доме установлена мемориальная доска. В 2013—2014 годах здание отреставрировано, восстановлены фасад, въезд и кровля.

## Архитектура
Трёхэтажное здание находится на красной линии Московской улицы, имеет в плане прямоугольную форму (с двумя выступами со двора) и вытянуто вдоль улицы. В левой части дома — арка для проезда во двор. Уличный фасад имеет сложную пластику. Не сохранился металлический навес над первым этажом, который поддерживали тонкие колонки. Прямоугольные оконные проёмы первого этажа равной ширины. От декора первого этажа сохранились только пилястры. Окна второго этажа украшены сандриками двух вариантов. Левая половина дома имеет наличники и сандрики в единой ордерно-пилястровой системе. Правая часть здания имеет двускатные сандрики с модульонами. Окна третьего этажа имеют рамочные наличники из цепочек выступающих кирпичей. Фасад горизонтально разделён при помощи междуэтажных карнизов и тяг.